# Angela Farrell
Angela Farrell, née en 1952 à Donegal, est une chanteuse irlandaise.
Elle est connue pour avoir représenté l'Irlande au Concours Eurovision de la chanson 1971 à Dublin avec la chanson One Day Love.

## Discographie

### Singles
| Année | Single                               | Classement |
| Année | Single                               | IRMA       |
| ----- | ------------------------------------ | ---------- |
| 1971  | One Day Love                         | 4          |
| 1971  | How Near Is Love                     | 4          |
| 1971  | I Am                                 | 9          |
| 1971  | Somewhere in the Shadow of My Dreams | 9          |
| 1972  | Top of the World                     | –          |
| 1972  | Dusty                                | –          |